# Elecciones generales de Bélgica de 1939

Hubert Pierlot, primer ministro católico.

Las elecciones generales de Bélgica de 1939  fueron realizadas el 2 de abril de ese año. El resultado fue la victoria del Partido Católico, el cual ganó 67 de los 202 escaños en el Cámara de Representantes. La participación electoral fue de un 93.3%.
El 22 de febrero de 1939, el gobierno de Hubert Pierlot fue sucedido por el gobierno de Paul-Henri Spaak. El Gobierno estaba en una crisis política causada por, entre otras cosas, el caso de Adriaan Martens. Cuando él cayó el gobierno de Pierlot, y los ministros no fueron capaces de formar un gobierno estable, el rey Leopoldo III insistió en la disolución del parlamento, pero el consejo de ministros lo rechazó por temor a pérdidas electorales. No fue el Primer ministro Pierlot, sino el ministro del Interior quién proporcionó la necesaria confirmación de la orden real del 6 de marzo de 1939, que disolvió ambas cámaras, y se llevaron a cabo elecciones anticipadas.
Después de las elecciones, Pierlot continuó como Primer ministro. Fueron las últimas elecciones realizadas antes del estallido de la Segunda Guerra Mundial.

## Resultados

### Cámara de Representantes
|                                         |           |       |         |       |  |  |  |  |  |
| Partido                                 | Votos     | %     | Escaños | +/–   |  |  |  |  |  |
| Partido Católico                        | 594.133   | 30.38 | 67      | +6    |  |  |  |  |  |
| Partido Obrero Belga                    | 575.775   | 29.44 | 64      | –6    |  |  |  |  |  |
| Partido Liberal Belga                   | 335.966   | 17.18 | 33      | +10   |  |  |  |  |  |
| Unión Nacional Flamenca                 | 164.253   | 8.40  | 17      | +1    |  |  |  |  |  |
| Partido Comunista de Bélgica            | 90.856    | 4.65  | 9       | 0     |  |  |  |  |  |
| Rexismo                                 | 83.047    | 4.25  | 4       | –17   |  |  |  |  |  |
| Partido Popular Flamenco Católico       | 62.548    | 3.20  | 6       | Nuevo |  |  |  |  |  |
| Partido Tecnócrata                      | 10.843    | 0.55  | 1       | Nuevo |  |  |  |  |  |
| Anc. Combate./Oudstrijder               | 10.630    | 0.54  | 1       | Nuevo |  |  |  |  |  |
| Frente Heimattreue                      | 8.057     | 0.41  | 0       | Nuevo |  |  |  |  |  |
| Partido Valón                           | 7.370     | 0.38  | 0       | Nuevo |  |  |  |  |  |
| Socialistas Afgescheurde                | 5.136     | 0.26  | 0       | Nuevo |  |  |  |  |  |
| Liberales Afgescheurde                  | 4.228     | 0.22  | 0       | Nuevo |  |  |  |  |  |
| Acción Social Revolucionario-Revolución | 2.119     | 0.11  | 0       | Nuevo |  |  |  |  |  |
| Lista Lahaut                            | 367       | 0.02  | 0       | Nuevo |  |  |  |  |  |
| Lista De Keyser (Tecnócrata)            | 343       | 0.02  | 0       | Nuevo |  |  |  |  |  |
| Partido Disidente Valón                 | 317       | 0.02  | 0       | Nuevo |  |  |  |  |  |
| Verbistas                               | 195       | 0.01  | 0       | Nuevo |  |  |  |  |  |
| Independientes                          | 91        | 0.00  | 0       | 0     |  |  |  |  |  |
| Votos en blanco/nulos                   | 151.342   | –     | –       | –     |  |  |  |  |  |
| Total                                   | 2.107.156 | 100   | 202     | 0     |  |  |  |  |  |
| Participación electoral                 | 2.667.341 | 79.00 | –       | –     |  |  |  |  |  |
| Fuente: Elecciones belgas               |           |       |         |       |  |  |  |  |  |

### Senado
| Partido                           | Votos     | %     | Escaños | +/–   |
| --------------------------------- | --------- | ----- | ------- | ----- |
| Partido Católico                  | 703.250   | 30.71 | 35      | +1    |
| Partido Laborista Belga           | 701.552   | 30.64 | 35      | –4    |
| Partido Liberal                   | 402.326   | 17.57 | 16      | +5    |
| Unión Nacional Flamenca           | 177.666   | 7.76  | 8       | +3    |
| Partido Comunista de Bélgica      | 115.308   | 5.04  | 3       | –1    |
| Rexismo                           | 94.543    | 4.13  | 1       | –7    |
| Partido Popular Flamenco Católico | 62.976    | 2.75  | 3       | Nuevo |
| Independientes                    | 32.209    | 1.41  | 0       | –     |
| Votos en blanco/nulos             | 199.033   | –     | –       | –     |
| Total                             | 2.488.863 | 100   | 101     | 0     |
| Participación electoral           | 2.667.341 | 93.31 | –       | –     |
| Fuente: Elecciones belgas         |           |       |         |       |